# Řešov
Řešov (polsky Rzeszów, výslovnost  [ˈʐɛʂuf]IPA, německy Reichshof, ukrajinsky Ряшів, latinsky Resovia, hebrejsky Reysha‎) je město ležící v jihovýchodním Polsku; jde o metropoli Podkarpatského vojvodství, hospodářské a kulturní centrum a důležitou dopravní křižovatku. Žije zde přibližně 196 tisíc obyvatel.

## Geografie
Řešov leží na pomezí Karpatského pohoří a Sandoměřské kotliny na řece Wisłok v nadmořské výšce 200 až 330 m n. m. Řešov a okolí patří mezi nejteplejší části Polska, má dlouhá a horká léta a mírné zimy. Převládá zde suché vnitrozemské klima, vyskytuje se zde poměrně málo srážek.

## Doprava
Prochází tudy železniční tepna Krakov – Lvov, další tratě menšího významu vedou do Kolbuszowy a Jasła; Řešov má 4 železniční stanice. Město leží též na silniční trase A4 (Drážďany – Krakov – Kyjev) a S19 Białystok – Košice. Od roku 2005 je zde menší mezinárodní letiště Řešov-Jasionka. MHD je zajišťována autobusy.

## Historie

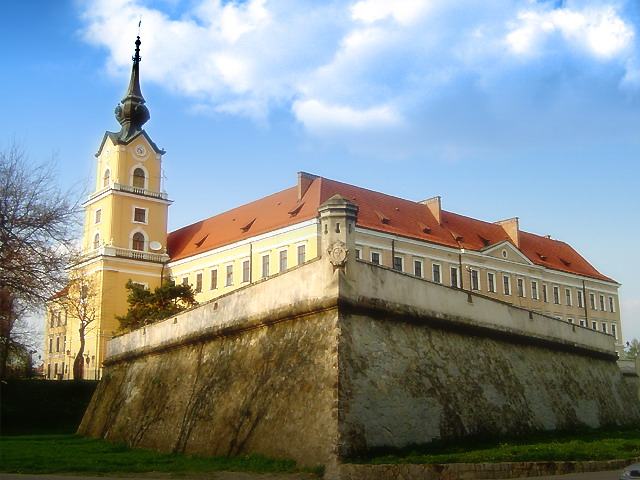
Řešovský hrad

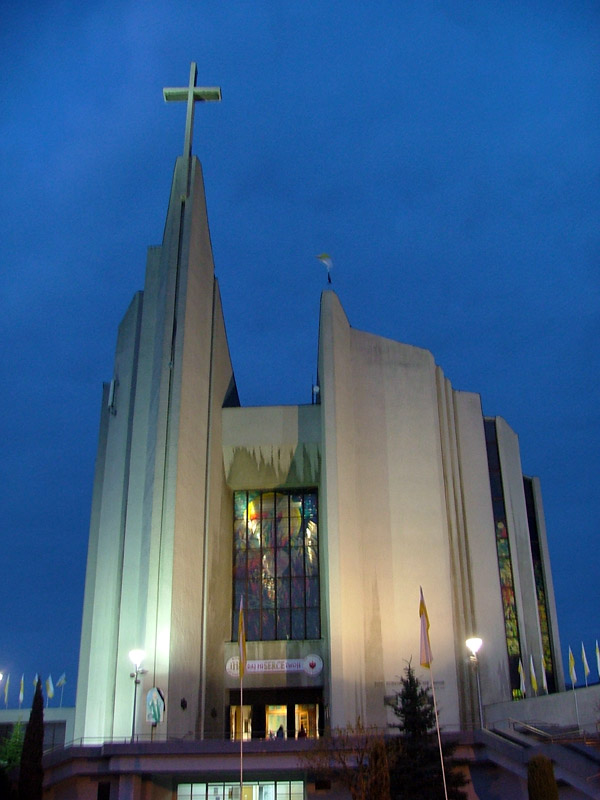
Nový řešovský chrám

Území města bylo obývané už v období neolitu. První zmínka o Řešově pochází z roku 1354, kdy od krále Kazimíra Velikého obdržel městská práva. V 15. století bylo město zničeno požárem, v 16. a 17. století však opět rostlo: roku 1591 byla postavena radnice a roku 1627 byl Řešov obehnán hradbami.
V období rozdělení Polska (od roku 1772) patřilo město pod rakouskou Halič. Železnice sem dorazila roku 1858. Počátkem 20. století město opět rostlo (v roce 1910 zde žilo 23 000 obyvatel), avšak sousední Tarnów a Jarosław ho tehdy počtem obyvatel převyšovaly. Druhá světová válka připravila město o židovskou komunitu, která tvořila až třetinu obyvatelstva; většina Židů skončila v koncentračním táboře Bełżec.
Další rozvoj nastal po roce 1945; kromě nových sídlišť zde vznikla samostatná diecéze (1992), Řešovská univerzita (2001) a letiště Rzeszów-Jasionka (2005).

## Partnerská města
- Bielefeld, Německo
- Buffalo, Spojené státy americké
- Cherson, Ukrajina
- Ivano-Frankivsk, Ukrajina
- Lvov, Ukrajina
- Luck, Ukrajina
- Klagenfurt am Wörthersee, Rakousko
- Košice, Slovensko
- Lamia, Řecko
- Nyíregyháza, Maďarsko